# 페치 포가니 국제공항

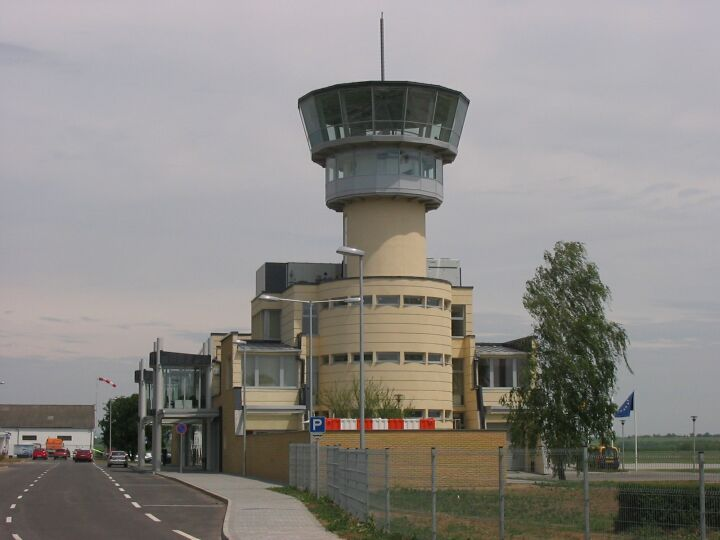
페치 포가니 국제공항

페치 포가니 국제공항(IATA: PEV, ICAO: LHPP, 헝가리어: Pécs-Pogány repülőtér)는 헝가리 버러녀주 포가니에 있는 작은 공항이다. 페치 중심으로부터 약 9km 떨어져 있다. 활주로가 짧기 때문에 작은 항공기만 수용할 수 있다.

## 항공 노선
다음 항공사는 페치에서 출발하고 도착하는 정기편과 전세편을 운항한다.
| 항공사        | 목적지                    |
| ------------- | ------------------------- |
| 유니버설 에어 | 몰타, 뮌헨 계절편: 코르푸 |